# 雲界の迷宮ZEGUY
『雲界の迷宮ZEGUY』（うんかいのめいきゅうぜがい、英語表記：Mask of Zeguy）は、日本のOVA作品。1993年に全2巻が発売された。

## キャスト
- 美希：横山智佐
- 土方歳三：山寺宏一
- 平賀源内：永井一郎
- さやか：日髙のり子
- 諸葛亮孔明：池田秀一
- ヒミコ：山田栄子
- ダ・ヴィンチ：緒方賢一
- 老人：佐藤正治

## スタッフ
- 企画：関根正明
- 製作：須崎一夫
- 総合プロデューサー：浅賀孝郎
- プロデューサー：岩川広司
- 原作・脚本・監督：影山楙倫
- キャラクターデザイン：つなき亜樹
- 作画監督：高橋明信
- プロダクション・デザイン：豊増隆寛
- 設定協力：城西二美
- 考証：牡野幼青
- 撮影監督：沖野雅英
- 特殊効果：前川孝
- 美術監督：勝又激
- 色彩設定：西香代子
- 色指定：若菜陽子
- 音楽:槌田靖識
- 音楽プロデューサー：原田宗一郎
- 音響監督：松浦典良
- 編集：掛須秀一
- アニメーション制作：ケイエスエス

## 主題歌
オープニングテーマ「JUST FRIENDS」
作詞：柳川真寿美 / 作曲：大和朗 / 編曲：渡辺禎史 / 歌：横山智佐
エンディングテーマ「時間の迷宮（ときのラビリンス）」
作詞：柳川真寿美 / 作曲：TSUKASA / 編曲：渡辺禎史 / 歌：横山智佐

## リリース
- 雲界の迷宮ZEGUY（前）（1993年3月21日、VHS：JSVA-22111）
- 雲界の迷宮ZEGUY（後）（1993年5月21日、VHS：JSLA-22112）
- 雲界の迷宮ゼガイ D-1（2000年4月7日、DVD：KSXA-23898）
- 雲海の迷宮ZEGUY〈時間の迷〉OST（1992年12月21日、KSS RECORDS、CD：JSCA-29004）